# Straight Into Darkness
Straight Into Darkness är en amerikansk film från 2004 regisserad av Jeff Burr

## Handling
Under andra världskrigets sista månader deserterar två amerikanska soldater men grips av militärpolisen innan de lyckas undkomma, dock sprängs deras jeep de färdas i av vägen och militärpoliserna omkommer. De båda desertörerna tvingas korsa fiendeockuperat territorium till fots. När de hittar en gammal lagerbyggnad mitt ute i skogen hittar de snart också en grupp föräldralösa barn beväpnade till tänderna och snart dyker även en hel bataljon med tyskar upp. Det som först verkade vara slumpen visar sig ingå i ett makabert sammanhang. den slutgiltiga striden har kommit.

## Roller (urval)
- Ryan Francis - Losey
- Scott MacDonald - Demming
- Linda Thorson - Maria
- David Warner - Deacon
- Gabriel Spahiu - Prästen